# Андрущак Віктор Юхимович
Віктор Юхимович Андрущак (10 серпня 1934, село Сочій-Ной (Нові Сочі), тепер Фалештського району, Молдова — ?) — молдавський радянський діяч, 1-й секретар Єдинецького районного комітету КП Молдавії, завідувач відділу інформації та зарубіжних зв'язків ЦК КП Молдавії. Член ЦК КП Молдавії в 1971—1986 роках. Депутат Верховної Ради Молдавської РСР 8—11-го скликань. Кандидат історичних наук.

## Біографія
Народився в селянській родині.
У 1952—1953 роках — піонервожатий Навирнецької середньої школи Фалештського району Молдавської РСР; завідувач відділу із роботи серед шкільної молоді та піонерів Фалештського районного комітету ЛКСМ Молдавії. У 1953 році — 2-й секретар Фалештського районного комітету ЛКСМ Молдавії.
З 1953 до 1955 року служив у Радянській армії.
Член КПРС з 1954 року.
У 1955—1957 роках — інструктор Фалештського районного комітету ЛКСМ Молдавії; вчитель Ново-Сочинської семирічної школи Фалештського району.
У 1957—1959 роках — 2-й секретар, у 1959—1961 роках — 1-й секретар Фалештського районного комітету ЛКСМ Молдавії.
У 1961—1965 роках — голова колгоспу «Зоря Молдавії» Фалештського району Молдавської РСР.
У 1962 році закінчив Чернівецький державний університет.
У 1965—1968 роках — 2-й секретар Фалештського районного комітету КП Молдавії.
У 1968 році працював інспектором відділу організаційно-партійної роботи ЦК КП Молдавії
У 1968—1973 роках — 1-й секретар Єдинецького районного комітету КП Молдавії.
У 1973—1985 роках — завідувач відділу інформації та зарубіжних зв'язків ЦК КП Молдавії.
У 1977 році закінчив заочно Вищу партійну школу при ЦК КПРС у Москві.
З 1985 року — завідувач відділу із радянського туризму за кордон Молдавської республіканської ради професійних спілок.
Співавтор книги «Історія Республіки Молдова з найдавніших часів до наших днів» (Кишинів, 2002).
Потім — на пенсії. Подальша доля невідома.

## Нагороди
- орден Леніна
- орден Трудового Червоного Прапора
- орден «Знак Пошани»
- медалі